# Campeonato da Micronésia de Atletismo de 2009
O Campeonato da Micronésia de Atletismo de 2009 foi a 4ª edição da competição organizada pela Associação de Atletismo da Oceania entre 4 de agosto a 8 de agosto de 2009. O evento foi realizado em conjunto com a série de Grand Prix da AAO, e com os campeonatos regionais da Melanésia e Polinésia de 2009. O campeonato foi celebrado na Universidade Griffith, em Gold Coast, na Austrália, com um total de 34 provas (18 masculino, 16 feminino). Teve como destaque Marianas Setentrionais com 26 medalhas sendo 13 de ouro. Muitos atletas utilizaram o campeonato como preparação para o mundial de atletismo de 2009, em Berlim, na Alemanha.   Foram fornecidos relatórios detalhados para a AAO. 

## Medalhistas
Resultados completos podem ser encontrados na página da AAO,  e em sportfieber.pytalhost.com. 
Nas provas masculinas dos 100 metros rasos, salto triplo e lançamento de dardo ocorreram competições abertas separadas para os campeonatos da Micronésia e a Série de Grand Prix da AAO, sendo realizada em dias diferentes.

### Masculino
| Evento                                  | Ouro                                            | Ouro       | Prata                                   | Prata    | Bronze                                            | Bronze   |
| --------------------------------------- | ----------------------------------------------- | ---------- | --------------------------------------- | -------- | ------------------------------------------------- | -------- |
| 100 metros                              | Tyrone Omar · Marianas Setentrionais            | 11.51      | Tanroo Taniera · Kiribati               | 11.60    | JJ Capelle · Nauru                                | 11.78    |
| 100 metros Série de Grand Prix          | Yondan Namelo · Estados Federados da Micronésia | 12.07      |                                         |          |                                                   |          |
| 200 metros                              | Tyrone Omar · Marianas Setentrionais            | 23.41 w    | George David · Kiribati                 | 23.42 w  | Kiakia Tekambwa · Kiribati                        | 23.50 w  |
| 400 metros                              | Kiakia Tekambwa · Kiribati                      | 51.98      | Matthew Pangelinan · Guam               | 52.60    | Pahnrasko Ardos · Estados Federados da Micronésia | 54.42    |
| 800 metros                              | Matthew Pangelinan · Guam                       | 2:03.22 CR | Jeofry Limtiaco · Guam                  | 2:04.87  | Toby Castro · Guam                                | 2:08.66  |
| 1 500 metros                            | Jeofry Limtiaco · Guam                          | 4:19.91    | Toby Castro · Guam                      | 4:27.94  | Matthew Pangelinan · Guam                         | 4:34.53  |
| 5 000 metros                            | Toby Castro · Guam                              | 17:11.03   | Kabriel Ketson · Marianas Setentrionais | 19:09.81 | Matt Manaco · Marianas Setentrionais              | 20:15.39 |
| 10 000 metros                           | Kabriel Ketson · Marianas Setentrionais         | 40:08.84   | Matt Manaco · Marianas Setentrionais    | 40:14.77 | Francis Tkel · Palau                              | 44:30.53 |
| 110 metros barreiras                    | Kiribati                                        | 44.82      | Nauru                                   | 45.79    | Estados Federados da Micronésia                   | 46.21    |
| 400 metros barreiras                    | Kiribati                                        | 3:38.62    | Guam                                    | 3:39.73  | Marianas Setentrionais                            | 3:52.68  |
| 3.000 metros com obstáculos             | Kabriel Ketson · Marianas Setentrionais         | 11:53.77   | Matt Manaco · Marianas Setentrionais    | 12:20.40 |                                                   |          |
| 4×100 metros estafetas                  | Leon Mengloi · Palau                            | 17.37 CR   | Michael Herreros · Guam                 | 17.45    | Clayton Kenty · Marianas Setentrionais            | 20.76    |
| 4×400 metros estafetas                  | Kabriel Ketson · Marianas Setentrionais         | 64.87      | Clayton Kenty · Marianas Setentrionais  | 66.73    | Michael Herreros · Guam                           | 68.95    |
| Salto em altura                         | David Peter Birati · Kiribati                   | 1.81m      | George David · Kiribati                 | 1.75m    | Trevor Ogumro · Marianas Setentrionais            | 1.60m    |
| Salto em comprimento                    | Deamo Baguga · Nauru                            | 6.21m w    | David Peter Birati · Kiribati           | 6.13m    | Godfrey Quadina · Nauru                           | 6.08m    |
| Salto triplo                            | David Peter Birati · Kiribati                   | 13.17m     | Buraieta Yeeting · Kiribati             | 13.16m   | Deamo Baguga · Nauru                              | 12.61m   |
| Salto triplo Série de Grand Prix        | Edward Babauta · Guam                           | 12.22m     | Godfrey Quadina · Nauru                 | 11.82m   |                                                   |          |
| Arremesso de peso                       | Raobu Tarawa · Kiribati                         | 12.88m     | Dougwin Franz · Palau                   | 8.18m    |                                                   |          |
| Lançamento de disco                     | Raobu Tarawa · Kiribati                         | 38.81m     | Dougwin Franz · Palau                   | 23.56m   |                                                   |          |
| Lançamento do dardo                     | Dougwin Franz · Palau                           | 56.46m     | Raobu Tarawa · Kiribati                 | 49.96m   | Jesus Iguel · Marianas Setentrionais              | 38.04m   |
| Lançamento de dardo Série de Grand Prix | Dougwin Franz · Palau                           | 59.91m     |                                         |          |                                                   |          |

### Feminino
| Evento                 | Ouro                                          | Ouro     | Prata                                                           | Prata    | Bronze                                 | Bronze   |
| ---------------------- | --------------------------------------------- | -------- | --------------------------------------------------------------- | -------- | -------------------------------------- | -------- |
| 100 metros             | Naome Burk · Guam                             | 13.39    | Lovelite Detenamo · NauruYvonne Bennet · Marianas Setentrionais | 13.39    |                                        |          |
| 200 metros             | Naome Burk · Guam                             | 27.37    | Lovelite Detenamo · Nauru                                       | 27.44    | Yvonne Bennet · Marianas Setentrionais | 27.63    |
| 400 metros             | Yvonne Bennet · Marianas Setentrionais        | 62.91    | Naomi Blaz · Guam                                               | 63.96    | Yvette Bennet · Marianas Setentrionais | 67.57    |
| 800 metros             | Nicole Layson · Guam                          | 2:38.77  | Maria Barcinas · Guam                                           | 2:46.08  |                                        |          |
| 1 500 metros           | Nicole Layson · Guam                          | 5:29.57  | Maria Barcinas · Guam                                           | 5:46.81  | Athena Avery · Guam                    | 5:57.99  |
| 5 000 metros           | Nicole Layson · Guam                          | 20:42.75 | Maria Barcinas · Guam                                           | 21:52.51 | Athena Avery · Guam                    | 22:17.85 |
| 100 metros barreiras   | JacquelIne Wonenberg · Marianas Setentrionais | 18.31    | Andria Cruz · Guam                                              | 18.88    |                                        |          |
| 400 metros barreiras   | Jacqueline Wonenberg · Marianas Setentrionais | 1:12.97  | Andria Cruz · Guam                                              | 1:27.58  |                                        |          |
| 4×100 metros estafetas | Marianas Setentrionais                        | 53.00    |                                                                 |          |                                        |          |
| 4×400 metros estafetas | Marianas Setentrionais                        | 4:29.31  | Guam                                                            | 4:39.09  |                                        |          |
| Salto em comprimento   | Jacqueline Wonenberg · Marianas Setentrionais | 4.66m    | Liamwar Rangamar · Marianas Setentrionais                       | 4.41m w  | Kaitinano Mwemweata · Kiribati         | 4.22m w  |
| Salto triplo           | Jacqueline Wonenberg · Marianas Setentrionais | 9.59m    | Kaitinano Mwemweata · Kiribati                                  | 9.10m    |                                        |          |
| Arremesso de peso      | Genie Gerardo · Guam                          | 9.75m    | Nina Grundler · Nauru                                           | 8.90m    | Jerusha Mau · Nauru                    | 8.55m    |
| Lançamento de disco    | Diana Alicto · Guam                           | 27.95m   | Jerusha Mau · Nauru                                             | 27.38m   | Genie Gerardo · Guam                   | 25.93m   |
| Lançamento do martelo  | Genie Gerardo · Guam                          | 31.82m   | Jerusha Mau · Nauru                                             | 19.56m   | Nina Grundler · Nauru                  | 17.84m   |
| Lançamento do dardo    | Liamwar Rangamar · Marianas Setentrionais     | 30.15m   | Kaitinano Mwemweata · Kiribati                                  | 27.92m   | Diana Alicto · Guam                    | 26.37m   |

## Quadro de medalhas (não oficial)
| Ordem | País                            | Medalha de ouro | Medalha de prata | Medalha de bronze | Total |
| ----- | ------------------------------- | --------------- | ---------------- | ----------------- | ----- |
| 1     | Marianas Setentrionais          | 13              | 6                | 7                 | 26    |
| 2     | Guam                            | 11              | 12               | 7                 | 30    |
| 3     | Kiribati                        | 7               | 8                | 2                 | 17    |
| 4     | Palau                           | 2               | 2                | 1                 | 5     |
| 5     | Nauru                           | 1               | 6                | 5                 | 12    |
| 6     | Estados Federados da Micronésia | 0               | 0                | 2                 | 2     |
| Total | Total                           | 34              | 34               | 24                | 92    |

## Participantes
Segundo uma contagem não oficial, 64 atletas de 7 nacionalidades participaram.
| - Guam (15) - Kiribati (8) - Ilhas Marshall (7) | - Estados Federados da Micronésia (6) - Nauru (11) | - Marianas Setentrionais (12) - Palau (5) |

Legenda
| Recorde mundial       | Recorde mundial (World record)               |                       | Recorde africano                      | Recorde africano (African) |                                           | Q | Classificado por posição (Qualified) |
| Recorde do campeonato | Recorde do campeonato (Championship record)  | Recorde da América    | Recorde da América (Americas)         | q                          | Classificado por melhor tempo (Qualified) |   |                                      |
| Melhor marca do ano   | Melhor marca do ano (World leading)          | Recorde asiático      | Recorde asiático (Asian)              | DNS                        | Não largou (Did not start)                |   |                                      |
| Recorde nacional      | Recorde nacional (National record)           | Recorde europeu       | Recorde europeu (European)            | DNF                        | Não terminou (Did not finish)             |   |                                      |
| Recorde pessoal       | Recorde pessoal do atleta (Personal best)    | Recorde da Oceania    | Recorde da Oceania (Oceania)          | DSQ / DQ                   | Desclassificado (Disqualified)            |   |                                      |
| Recorde da temporada  | Recorde da temporada do atleta (Season best) | Recorde sul-americano | Recorde sul-americano (South America) | NM                         | Sem marca (No mark)                       |   |                                      |